# Tokujin Yoshioka
Pour les articles homonymes, voir Yoshioka (homonymie).
Tokujin Yoshioka (吉岡徳仁, Yoshioka Tokujin), né le 20 janvier 1967, est un designer japonais.
Avec des activités dans les domaines du design, de l’art contemporain et de l’architecture, ses œuvres transcendant les sens humains et prenant pour thème la nature sont très appréciées à l’échelle mondiale.
Il a remporté de nombreux prix internationaux de design et beaucoup de ses œuvres ont été choisies dans le cadre de collections permanentes dans des musées mondialement renommés, dont le Musée d'art moderne de New York (MoMA), le Centre national d’art et de culture Georges-Pompidou (Centre Pompidou) à Paris, et le Musée de Victoria and Albert à Londres,.
Il a été élu par le magazine Newsweek comme l’un des « 100 japonais les plus respectés dans le monde »[réf. nécessaire].

## Biographie
Tokujin Yoshioka est né en 1967, dans la préfecture de Saga, au Japon. Depuis l’enfance, il a été influencé par Léonard de Vinci, apprenant la peinture, notamment la peinture à l’huile, et manifestant un intérêt particulier pour la science.
Après avoir obtenu un diplôme de l’Institut du design de Kuwasawa en 1988, il a étudié sous la direction de designers tels que Shiro Kuramata et Issey Miyake.

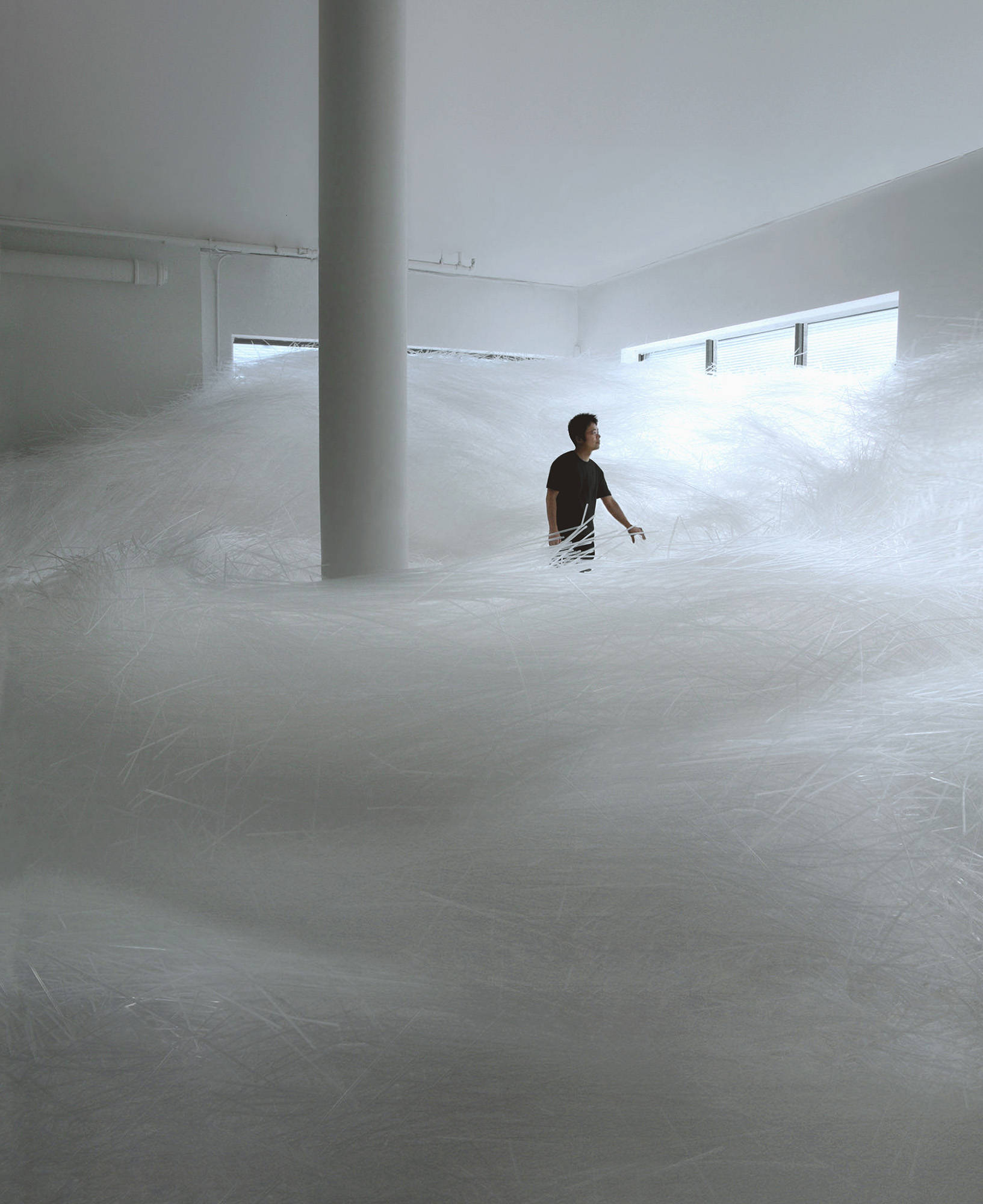
Tornado / Design Miami 2007.

En 2000, il a fondé une société de design à son nom : Tokujin Yoshioka Inc..
Ses activités artistiques s'étalent dans les domaines du design, de l’art contemporain et de l’architecture, ses œuvres prenant pour thème la nature. Tout en mobilisant différents sens humains à l’aide d’éléments immatériels tels que lumière, son et odeur, il crée des expressions originales qui dépassent le concept de forme. À l’aide de divers matériaux qui peuvent laisser transparaître la lumière, ses œuvres expriment une énergie créée par la nature, et elles atteignent la perfection lorsqu’elles sont liées aux expériences et aux souvenirs des spectateurs. Ses œuvres transcendent les sens humains, elles reflètent la conception japonaise traditionnel de la nature, en percevant l’énergie naturelle et son aura, elles recherchent les origines de la culture japonaise.
Tokujin Yoshioka a travaillé pour le couturier Issey Miyake et avec des marques telles que Cartier, Swarovski, Louis Vuitton, Hermès, Toyota et Lexus.
Ses contributions dans le domaine du design lui ont valu des prix internationaux, tels que Design Miami Designer of the Year, Elle déco International Design Awards of the Year et le Milano Design Award.
```
  
```

## Œuvres majeures

### Chaises à la structure naturelle 2001

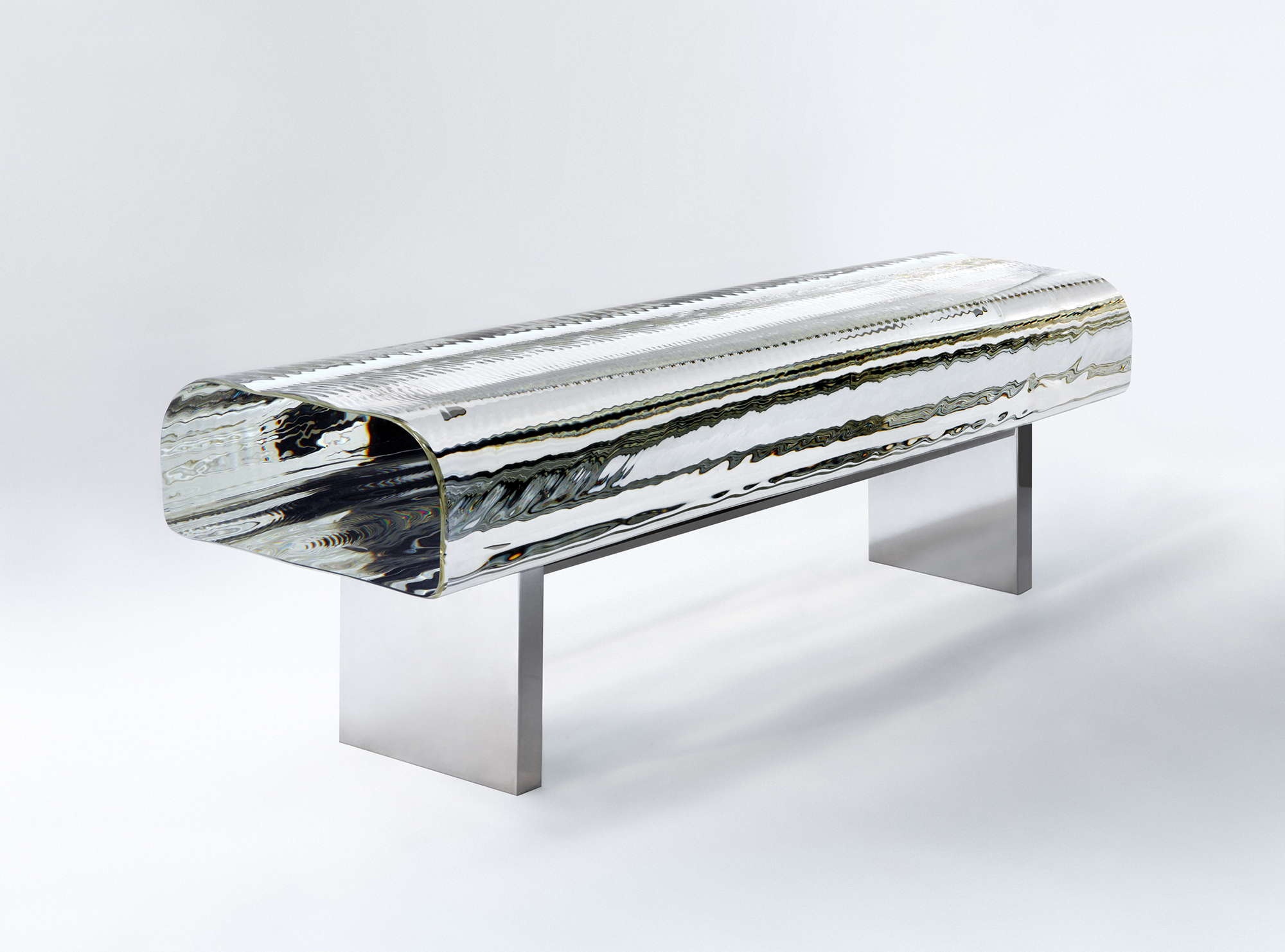
Water Block (2002).

La chaise en papier, intitulée Honey-pop (2001), se transforme de deux dimensions en trois dimensions. Une feuille de 1 cm contient 120 couches de papier fin, quand elle se déplie, une structure en nid d’abeille se forme et la forme ne s’en fixe que lorsque quelqu’un s’assoit dedans. Pane chair(2006) est également une structure fibreuse de plantes, formée d’un entrelacs de fibres de 1 mm. Pendant le processus de fabrication, les blocs de fibres sont mis dans des tubes de papier, l’ensemble est mis au four et chauffé comme du pain et la forme de la chaise est mémorisée et complétée. La chaise en cristaux naturels Venus - Chaise en cristal naturel (2008) est un œuvre qui se transforme en chaise, en laissant se former des cristaux naturels dans un réservoir d’eau jusqu’à ce que se crée une structure cristalline.    

### Projets en verre 2002

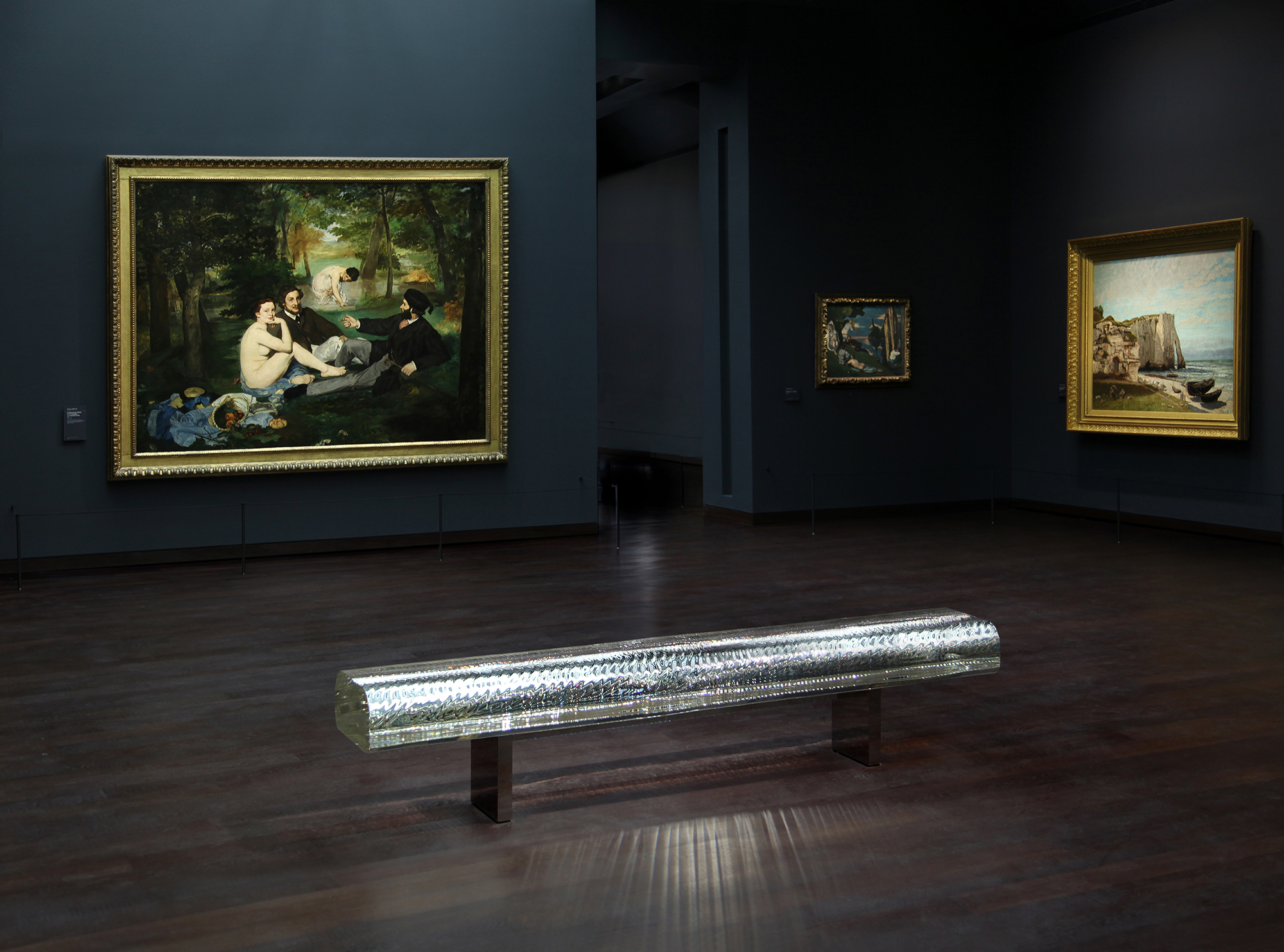
Water Block (musée d'Orsay, Paris, 2011).

Il a présenté ses œuvres telles que Water Block (2002), Transparent Japanese House (2002), Chaise qui disparaît sous la pluie (2002), Waterfall (2005-2006) et Kou-an - Maison de thé en verre aussi bien que Water Block - PRISM (2017). Le banc de verre intitulé Water Block est exposé au musée d’Orsay à Paris, depuis 2011.

### Musée d' Orsay, Paris, 2011
Il a participé au projet de rénovation de la Galerie impressionniste au Musée d’Orsay à Paris. Dix bancs de verre intitulés « Water Blocks » sont exposés en permanence avec des œuvres majeures d'impressionnistes tels que Édouard Manet, Edgar Degas, Claude Monet, Paul Cézanne et Pierre-Auguste Renoir. Ces œuvres entrent en harmonie avec la lumière des peintures impressionnistes, et ouvrent un nouvel espace de dialogue entre l’histoire et le contemporain.

### Projet cristallisé 2008
La chaise en cristaux naturels Venus - Chaise en cristal naturel (2008) est un œuvre qui se transforme en chaise, en laissant se former des cristaux naturels dans un réservoir d’eau jusqu’à ce que se crée une structure cristalline. Une pièce de musique crée une peinture. Pour fabriquer les peintures de cristal, intitulées Swan Lake, Destiny et Moonlight, de la musique passe pendant le processus de croissance des cristaux et les vibrations du son modifient les formes des cristaux. Rose est une sculpture qui cristallise des pigments de couleur rose, exprimant l’énergie de la vie,,.

### «Église arc-en-ciel» 2010, 2013

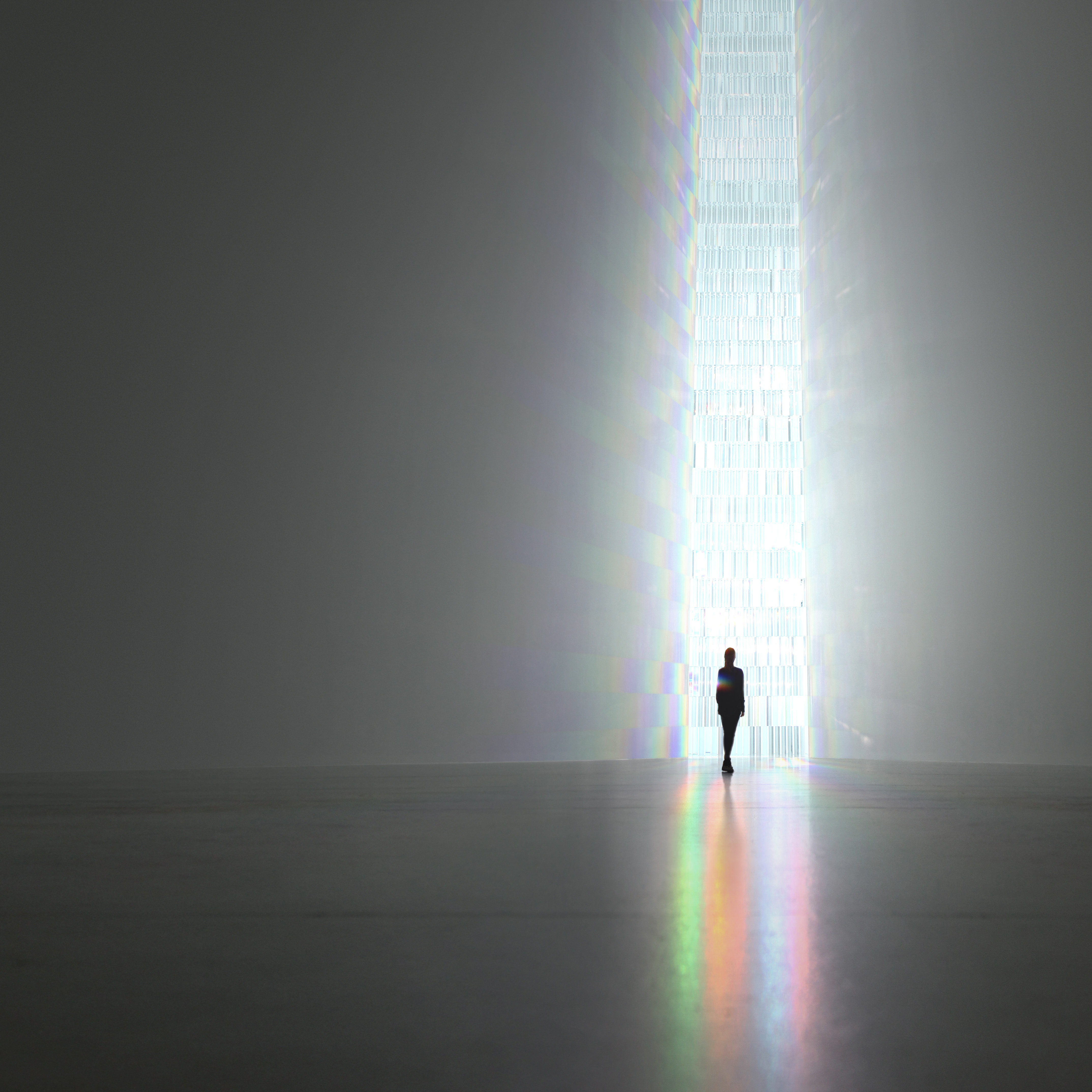
Rainbow Church 2010 (musée d'art contemporain de Tokyo, 2013).

L’architecture créée à l’aide de plus de cinq cents prismes en cristal, intitulée l’Église arc-en-ciel, met l’accent sur le sens humain de la perception de la lumière. L’œuvre est achevée lorsque ceux qui la regardent font l’expérience de la lumière. C’est une architecture qui exprime la lumière elle-même, la lumière est dispersée par les prismes et l’espace est rempli des couleurs de l’arc-en-ciel.

### Glass Tea House – KOU-AN 2011
La Maison de thé en verre - KOU-AN a été présentée en tant que projet architectural lors de la 54e Exposition internationale d’art de la Biennale de Venise (Glasstress 2011) et a été  installée en 2015 sur le parvis du Shogun-zuka et Seiryu-den, qui se situent dans le temple de la secte Tendai Shōren-in, à Kyoto. La statue d’Ao-Fudō-Myō, trésor national et l’un des trois grands Fudō (Dieu du feu), est dédiée au Seiryu-den. De sa hauteur de 220 mètres, cet endroit offre une vue panoramique sur la ville de Kyoto. En 794, l’empereur Kanmu a visité le lieu, et la vue sur le bassin de Kyoto l’a convaincu qu’il s’agissait du meilleur endroit pour établir la capitale. Ainsi, cet endroit est réputé être le point d’origine de l’ancienne capitale de Kyoto, ville qui symbolise la culture japonaise.

## Œuvres
- 2000 : Tokujin Yoshioka Design
- 2000 : Tōfu / Yamagiwa
- 2001 : Honey-pop
- 2001 : Think Zone / Mori building
- 2002 : Water Block

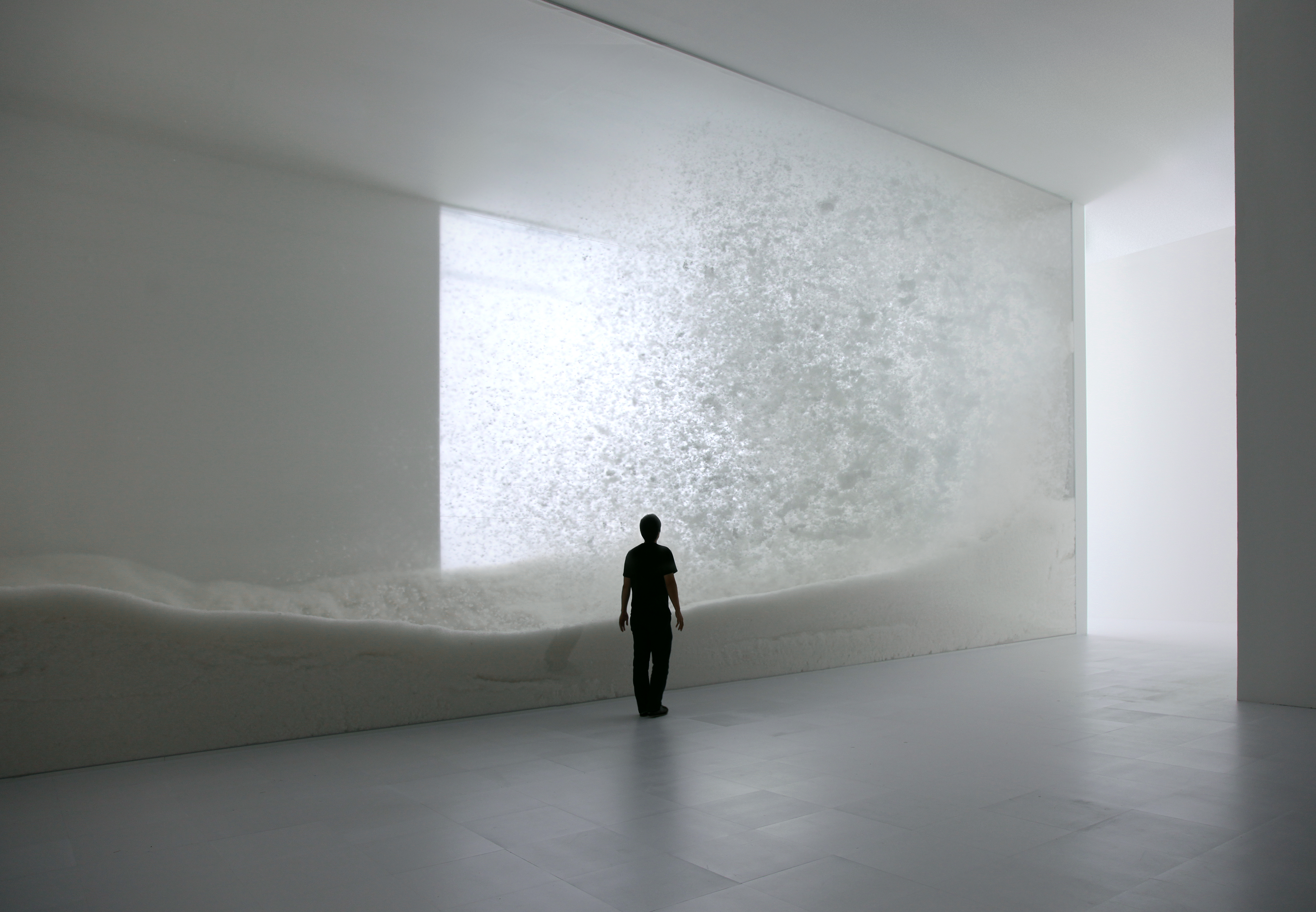
Snow / Mori Art Museum, Tokyo 2010 (1997).

- 2002 : Transparent Japanese House
- 2002ー2003 : Chair that disappears in the rain
- 2004 : Souffle / Maison Hermès
- 2005ー2007 : Media Skin / au design project KDDI
- 2006 : The Gate – Tokujin Yoshioka x Lexus L-finesse
- 2006 : Waterfall
- 2006 : Pane chair
- 2007 : Tornado / Design Miami
- 2007 : Rainbow chair
- 2007 : Tear Drop / Yamagiwa
- 2006ー2008 : Swarovski Ginza flagship store
- 2007ー2008 : Venus – Natural crystal chair
- 2007ー2008 : Crystallized Painting – Moonlight / Destiny / Unfinished
- 2008 : Eternal / Swarovski Crystal Palace
- 2010, 1997 : Snow
- 2009 : Moon Fragment / Cartier
- 2009 : Lake of Shimmer / Basel World / Swarovski
- 2010 : X-Ray / KDDI iida
- 2010 : Stellar / Swarovski Crystal Palace
- 2010, 2013 :　Rainbow Church
- 2011 : Glass Tea House – KOU-AN / The 54th La Biennale di Venezia – Glasstress 2011
- 2011 : The Impressionist Gallery renewal project / Musée d'Orsay
- 2013 : Crystallized Painting – Swan Lake, Spider's Thread, Rose
- 2013 : Wings of Sparkle / Basel World / Swarovski
- 2014 : Cartier Time Art – Mechanic of Passion / Power Station of Art
- 2015ー2017 :　Glass Tea House – KOU-AN / Shogunzuka Seiryu-den, Kyoto
- 2017 : Spectrum
- 2017 : Water Block – Prism
- 2017 : S.F chair

## Expositions majeures

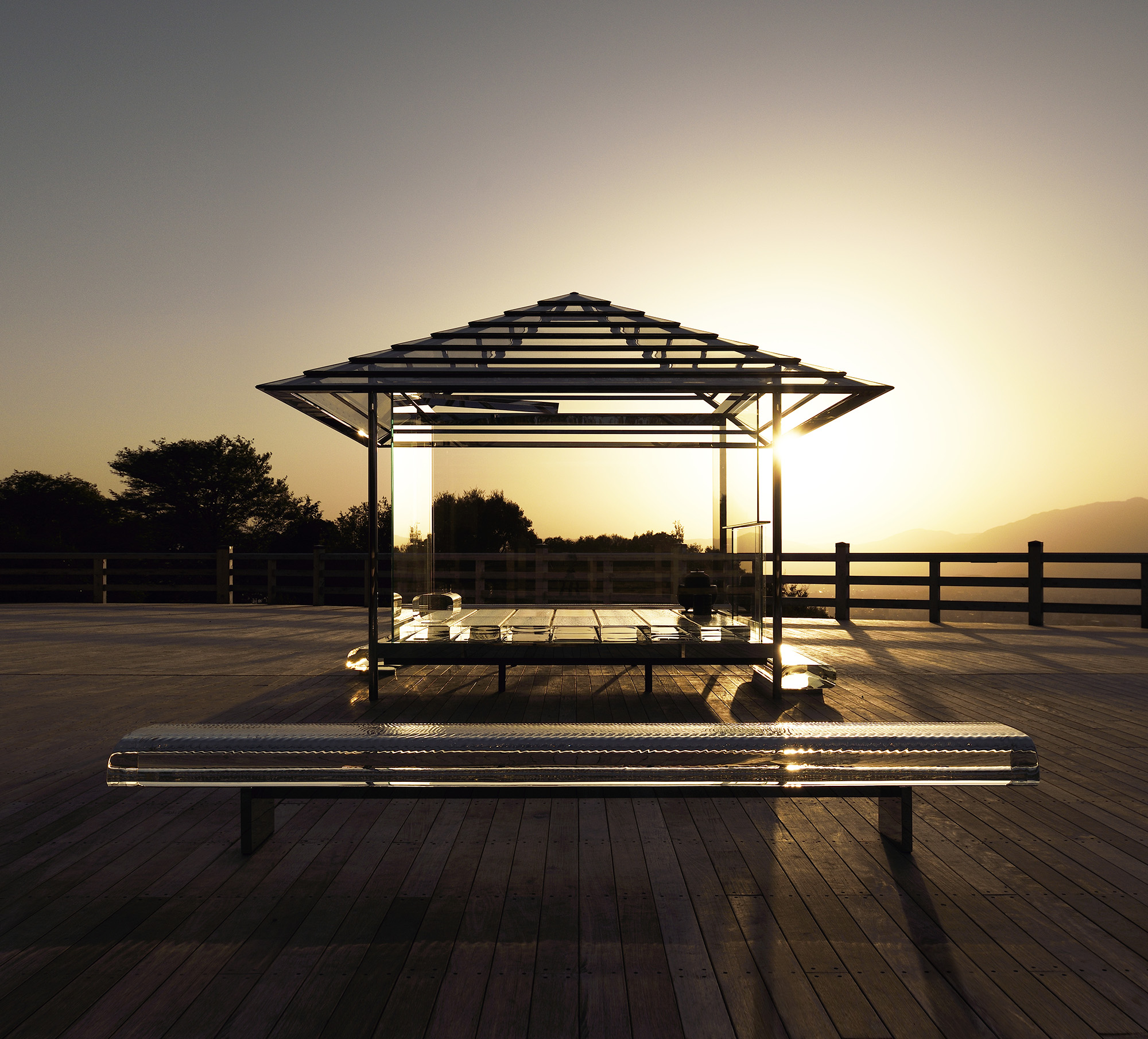
Glass Tea House – KOU-AN (2011), Shogunzuka Seiryu-den, Kyoto (2015ー2017).

- 1998-2000　Issey Miyake Making Things / Fondation Cartier pour l'art contemporain, Ace Gallery NY, Museum of Contemporary Art Tokyo[11]
- 2002　Tokujin Yoshioka Honey-pop, MDS/G
- 2005-2006　Tokujin Yoshioka x Lexus / Museum of Permanente[12]
- 2005　Stardust / Swarovski Crystal Palace / Milano Design Week[13]
- 2007　Tornado / Design Miami / Designer of the year 2007[14]
- 2007　Tokujin x Moroso / Milano Design Week[15]
- 2009　Story of … Memories of Cartier Creations / Tokyo National Museum Hyokeikan[16]
- 2008　Second Nature / 21_21 DESIGN SIGHT[17]
- 2010　Sensing Nature / Mori Art Museum[18]
- 2010　The Invisibles Snowflake / Kartell Gallery[19]
- 2011　Twilight - Tokujin Yoshioka / Moroso / Milano Design Week[20]
- 2011　Tokujin Yoshioka : Waterfall / Sharman Contemporary Art Foundation[21]
- 2011　Glass Tea House – KOU-AN / The 54th La Biennale di Venezia – Glasstress 2011[22]
- 2011-2012, 2014　Cartier Time Art / Bellerive Museum, Artscience Museum, Power Station of Art[23]
- 2012　Tokujin Yoshioka 2012 Creator of the Year / Maison & Objet[24]
- 2013　Tokujin Yoshioka: Crystallize / Museum of Contemporary Art Tokyo[25]
- 2014　La Biennale di Venezia – The 14th International Architecture Exhibition 2014[26]
- 2015　Make Yourself Comfortable / Chatsworth House[27]
- 2015　Tokujin Yoshioka: Tornado / Saga Prefectural Art Museum[28]
- 2015-2017　Glass Tea House – KOU-AN / Shogunzuka Seiryu-den, Kyoto[29]
- 2017　Tokujin Yoshioka: Spectrum / Shiseido Gallery[30]
- 2017　Tokujin Yoshioka x LG : S.F / Milano Design Week[31]

## Collections permanentes

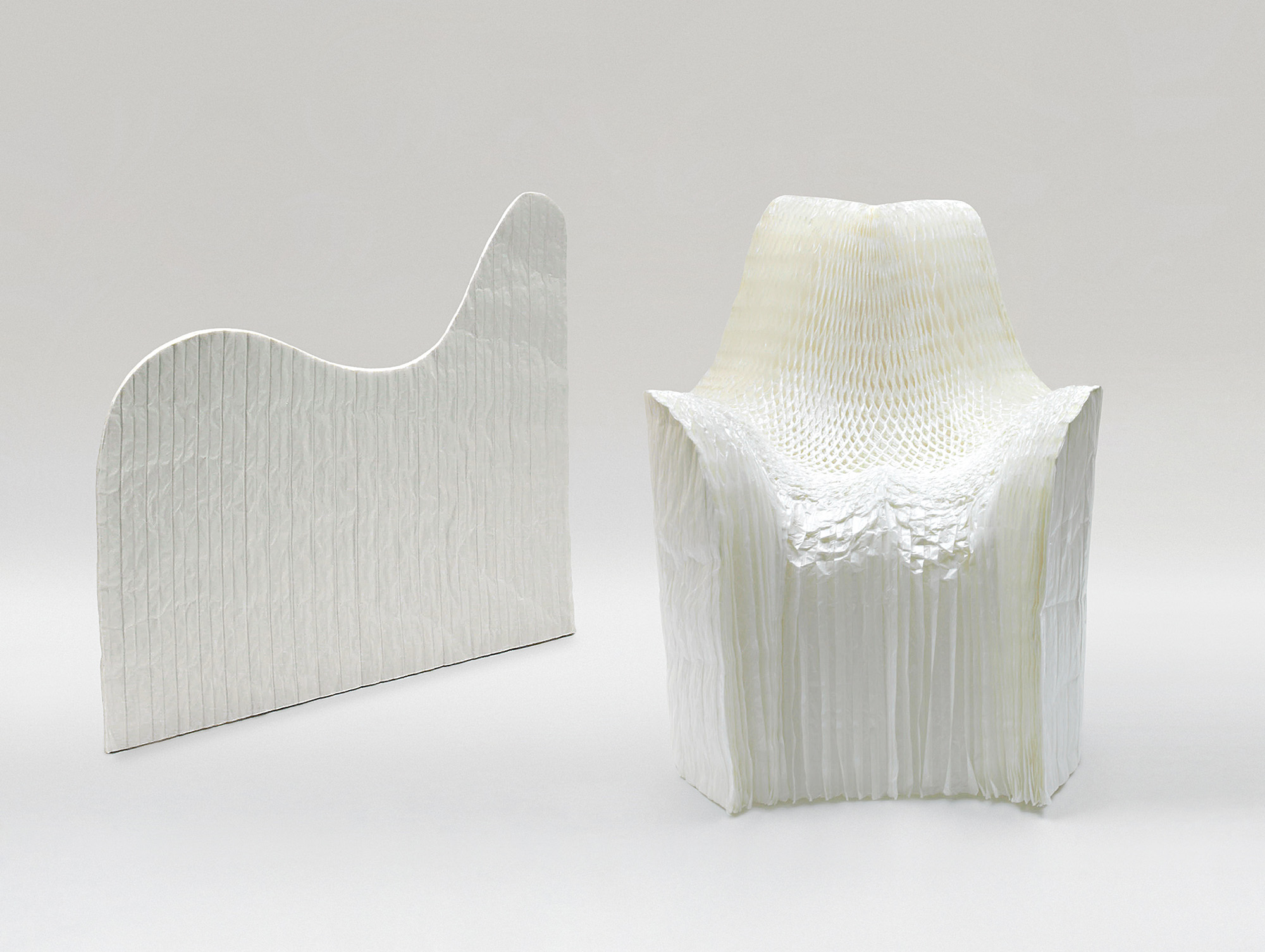
Honey-pop 2001

- Museum of Modern Art (MoMA) (États-Unis)
- Centre Pompidou (Centre national d'art et de culture Georges-Pompidou) (France)
- Musée d'Orsay (France)
- Musée des Arts Décoratifs, Paris (France)
- Victoria and Albert Museum (V&A) (Royaume-Uni)
- Cooper Hewitt, Smithsonian Design Museum (États-Unis)
- Vitra Design Museum (Allemagne)
- The Art Institute of Chicago (États-Unis)
- San Francisco Museum of Modern Art (SFMoMA) (États-Unis)
- Saint Louis Art Museum (États-Unis)
- Montreal Museum of Fine Arts (MMFA) (Canada)
- Museum of Contemporary Art Tokyo (MOT) (Japan)
- Israel Museum (Israël)
- Leeum, Samsung Museum of Art (République de Corée)

## Prix majeurs

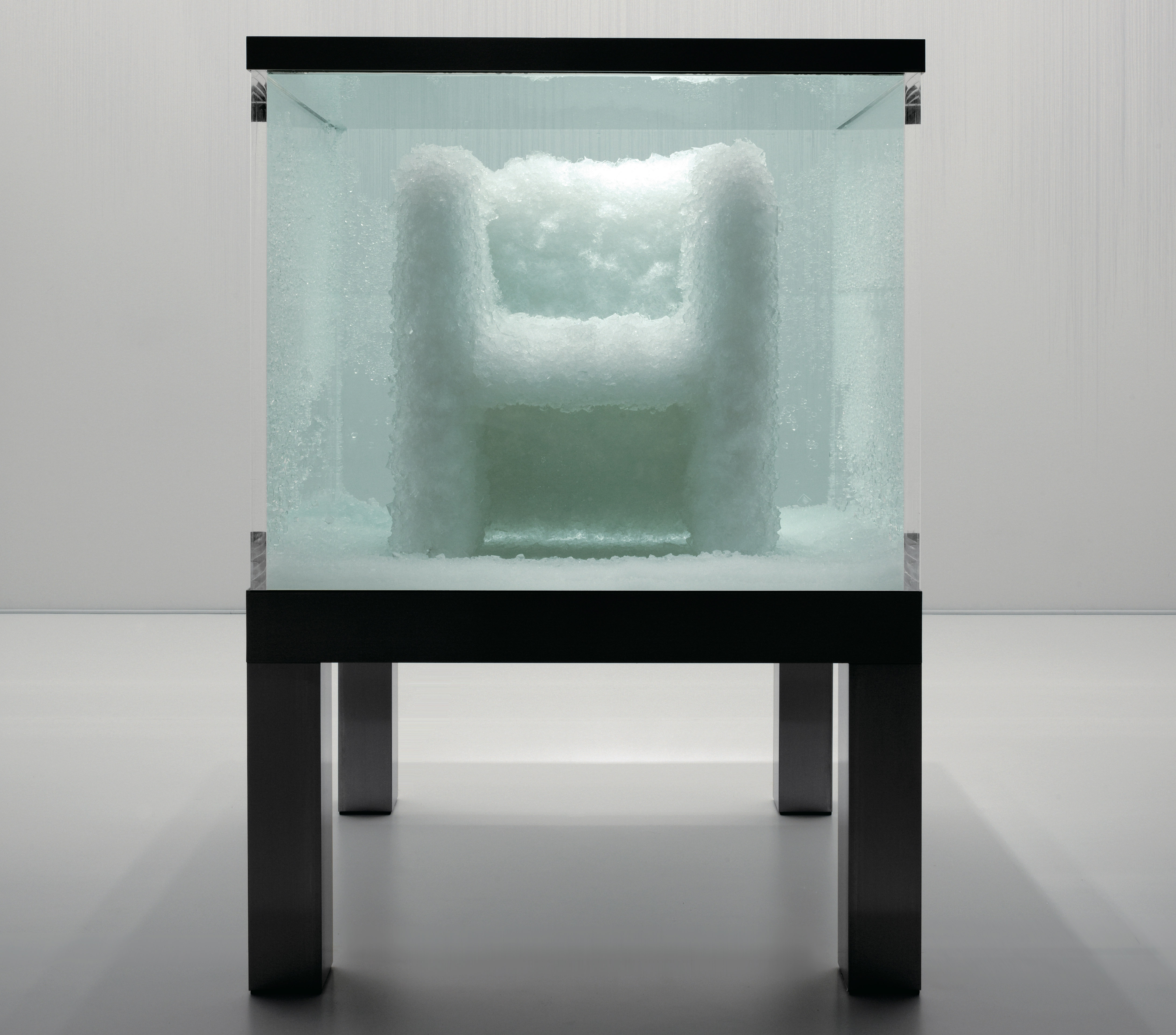
Venus - Natural crystal chair (2007).

- 1997　JCD Design Award – Grand prize (Japan)[32]
- 2000　I.D. Annual Design Review (USA)[33]
- 2001　I.D. Annual Design Review (USA),
- 2001　A&W Award The Coming Designer for the Future (Germany)[33]
- 2002　Mainichi Design Award 2001 (Japan)[34]
- 2005　Talents du Luxe (France)[35]
- 2007　The 57th Art Encouragement Prize for New Artist (Japan)
- 2007　Good Design Award – Gold prize (Japan) [36]
- 2007　Design Miami – Designer of the Year 2007 (USA)[37]
- 2008　Wallpaper Design Awards 2008 – Best furniture designer (UK)[38]
- 2008　DFA Design for Asia Awards 2008 – Grand Award (Hong Kong)[39]
- 2009　Elle Deco International Design Awards – Designer of the Year 2009 (Italy)[40]
- 2010　Fast Company – The 100 Most Creative People in Business 2010 (USA)[41]
- 2010　Tokyo Design & Art Environmental Awards – Artist of the Year (Japan)
- 2011　A&W Architektur & Wohnen – Designer of the Year 2011 (Germany) [42]
- 2012　Maison & Objet – Creator of the Year 2012 (France)[43]
- 2016　Elle Deco International Design Awards (EDIDA) 2016 (Italy)[40]
- 2017　Milano Design Award 2017 – Winner (Italy) [44]

## Publications, collections d’œuvres
- 2001　: Tokujin Design (gap / Japan)
- 2006　: Tokujin Yoshioka Design (Phaidon / Royaume-Uni)
- 2008　: Second Nature (Kyuryudo / Japan)
- 2009　: Invisible Forms (Esquire Magazine / Japan)
- 2010　: sensing Nature (Heibonsha / Japan)
- 2010　: Tokujin Yoshioka (Rizzoli / États-Unis)
- 2013　: Tokujin Yoshioka: Crystallize (Seigensha / Japan)